# Alain Maillard de La Morandais
Pour les articles homonymes, voir Maillard et Morandais.
Alain Maillard de La Morandais, né le 29 mars 1935 au Croisic (Loire-Inférieure), est un prêtre catholique français, premier chapelain chargé d'animer l'« aumônerie des politiques » qu'il a cofondée avec le cardinal Jean-Marie Lustiger. En 1981, il cofonde Radio Notre-Dame, pour laquelle il officie un temps comme animateur et devient par la suite chroniqueur de télévision.

## Biographie

### Famille
Alain Maillard de La Morandais est né dans une famille d'ancienne bourgeoisie originaire de Bretagne, issue d'Olivier Maillard, sieur de la Noë (né en 1634), bourgeois de Tinténiac (Ille-et-Vilaine).
- François Placide (Ier) Maillard, sieur de La Morandais (1729-1779), bourgeois de Combourg (Ille-et-Vilaine), marié à Gillette-Madeleine Dastin de La Noë, était père de quinze enfants, dont le dernier, né en 1777, eut pour parrain M. de Chateaubriand[Qui ?], père du grand écrivain[2]. Les Mémoires d'outre-tombe nous précisent également qu'il était le régisseur du château de Combourg.
- Guy Hilarion Maillard de La Morandais (1761-1828), était capitaine de vaisseau, chevalier de Saint-Louis.
- François Placide (II), Maillard de La Morandais (1797-1883), était conseiller général du département de la Loire-Inférieure.
- Hippolyte Maillard de La Morandais (1834-1935), lui a succédé comme conseiller général de ce département.

L'abbé Alain Maillard de La Morandais est le petit-fils d'Hippolyte. Il devient pupille de la Nation en 1945, à la mort de son père, Joseph Maillard de La Morandais, déporté pour faits de résistance au camp de concentration de Dora et mort pour la France.

« de gueules à 3 maillets d'or »[style à revoir].

### Parcours
Il effectue ses études secondaires aux Antilles et dans le pays nantais puis est envoyé, pour une durée de sept ans interrompue par vingt-huit mois de service militaire comme officier en Algérie, au Séminaire pontifical français de Rome afin d'obtenir une licence en philosophie et en théologie[source secondaire nécessaire].
Ordonné prêtre le 22 septembre 1963 à Paris, il reçoit successivement les missions d’aumônier du lycée Arago, d'aumônier des étudiants en pharmacie et en médecine et de coresponsable de l’équipe prêtres-laïcs de Saint-Merry-Beaubourg qui [réf. nécessaire]. En 1981, il soutient sa thèse de doctorat en Histoire et en théologie morale à la Sorbonne puis exerce la charge de curé de l'église Notre-Dame du Travail de 1984 à 1992.
De 1976 à 1980, il est délégué culturel auprès du centre Georges-Pompidou. En 1983, il participe à la fondation de Radio Notre-Dame et en devient animateur.
Il exerce la charge de recteur de la basilique Sainte-Clotilde à Paris de 1992 à 1995 et, en 1993, il prend la responsabilité, à la demande du cardinal Jean-Marie Lustiger, de l’aumônerie du monde politique au Parlement[réf. nécessaire]. L'abbé de La Morandais est déchargé de son poste d'aumônier des parlementaires par le cardinal Lustiger. D'après le journal Libération, Jacques Chirac ainsi que ses proches, auraient fait pression pour cette décision en raison d'une supposée proximité du prêtre avec Édouard Balladur. Après avoir été aumônier de la chapelle de l'aéroport d'Orly, il a une responsabilité pastorale, de 1999 à 2010, à la chapelle de l’Agneau-de-Dieu, près de la gare de Lyon, où il s'engage auprès des SDF[source secondaire nécessaire].
Dans le même temps, il devient, en 2002, chroniqueur à Match TV puis Paris Première et, enfin, en 2006, monte l'émission Les enfants d'Abraham sur Direct 8, diffusée jusqu'en 2011. En 2015, il devient sociétaire au sein de L'Académie des neuf, animée par Benjamin Castaldi.
Depuis novembre 2012, il est vice-président du Fonds de dotation Sœur-Marguerite, dont il est également le cofondateur avec sœur Marguerite et Jacques Séguéla en septembre 2010.

## Prises de position

### Torture et Harkis
Il prend son premier engagement lors de son service militaire en Algérie, duquel il ressort décoré de la croix de la Valeur militaire. Il lutte alors, dans son propre camp, contre l’usage de la torture par certains membres de l’Armée française puis, libéré de ses obligations militaires, sauve plusieurs familles de harkis rapatriés en France et les accueille en Lozère à l'aide de l'association « Villages du renouveau »[source secondaire nécessaire].
En 1990, il publie L'honneur est sauf, livre dans lequel il dénonce la torture pendant la guerre d'Algérie.
En 2009, après la sortie du livre Mon dernier round du général Marcel Bigeard, l'abbé de la Morandais, interviewé sur le site officiel de l'émission Les enfants d'Abraham, affirme : « le général se baptise lui-même con glorieux : con, oui ; glorieux, pas vraiment. », se justifiant : « alors que j'étais sous-lieutenant en Algérie, j'ai été témoin des méthodes qu'il employait : la torture pour obtenir des renseignements. »

### Royalisme
Le 21 janvier 2002, il célèbre la messe d'hommage au roi Louis XVI en la chapelle expiatoire. En avril 2011, il affirme être sympathisant légitimiste : « J’aime bien le Prince Louis de Bourbon, je suis un peu monarchiste de cœur ».

### Mariage pour tous (loi du 17 mai 2013)
En juillet 2012, il déclare : « En tant que prêtre et représentant de l'Église, j'y suis opposé [...] Mais à titre personnel, je me dis quand même qu'un gamin qui est adopté par deux femmes ou deux hommes, c'est peut-être moins pire que de devenir un misérable dans la rue de Rio ou de Santiago et de terminer dans la prostitution. Mais j'ai mon point de vue officiel, je dis non ! ».
Cependant le 7 janvier 2013, lors d'un débat avec Najat Vallaud-Belkacem, il se déclare contre le mariage homosexuel et l'adoption par des couples homosexuels. Il dénonce alors « la perte des repères » que cela entraînerait, et ajoute : « Je ne vais pas vous dire qu'il faut les guérir, bien entendu. [...] Quand on voit une femme comme vous, avec votre sourire et votre charme de petite fille modèle, on se dit que les gays devraient se convertir tout de suite. » Puis, pour terminer : « Et arrêtons d’employer ce mot mariage, parce que le mariage c’est un homme, une femme ».

### Pédophilie
Dans l'émission Audrey & Co du 18 mars 2019 sur LCI, au sujet de la pédophilie dans l'Église catholique, il affirme que « ce sont des enfants qui vont chercher de la tendresse » ; ses propos font scandale,. L’archevêque de Paris, Michel Aupetit, condamne ses propos sur les réseaux sociaux.

## Décorations
- Officier de la Légion d'honneur (décoré par Nicolas Sarkozy en juin 2008[19])[20]
- Croix de la Valeur militaire

## Publications
- Ils cherchent leur visage : dialogues de lycéens sur l'amour, la politique et la foi, Paris, Éd. du Seuil, 1973.
- Aux quatre vents de l'Esprit, Paris, Éd. Cana, 1979  (ISBN 2-86335-008-0).
- Présentation des « Bloc-notes » de François Mauriac sur la torture, dans L'imitation des bourreaux de Jésus Christ, Paris, Desclée de Brouwer, 1984  (ISBN 2-220-02494-6).
- Dom Grammont : abbé du Bec-Hellouin, Paris, Fayard, 1986.
- L'honneur est sauf : prêtre, officier en Algérie, Seuil, 1990  (ISBN 2020121980).
- Un examen de conscience politique : aux élus et à leurs électeurs, Paris, Denoël, 1995  (ISBN 2-207-24351-6).
- Les sept péchés capitaux, Paris, Denoël, 1996  (ISBN 2-207-24467-9).
- Avocat du diable, avocat de Dieu, avec Jacques Vergès, Presses de la Renaissance, 2000  (ISBN 285616787X).
- La communion des salauds, roman, Paris, J.-C. Lattès, 2001  (ISBN 2-7096-2219-X).
- Les Nouvelles Fidélités, Lattès, 2002  (ISBN 2-7096-2321-8).
- Prier par les cinq sens, Actes Sud, 2003  (ISBN 2742743855).
- Le Traité du vrai combat, roman, Lattès, 2003  (ISBN 2709623226).
- Un Évangile pour chaque semaine, Paris, Desclée de Brouwer, 2004,  (ISBN 2-220-05504-3).
- Fidèle et rebelle : Journal théologique et politique d'un curé gentilhomme, Presses de la Renaissance, 2006  (ISBN 2750902592).
- À table avec Moïse, Jésus et Mahomet, coécrit avec Jacques Le Divellec, Solar, 2007  (ISBN 2263041532).
- Journal d'un passeur : le quotidien d'un prêtre sous l'œil des médias, Paris, Presses de la Renaissance, 2008  (ISBN 978-2-7509-0359-6).
- La sexualité, chemin vers Dieu, avec Bruno Grange, Strasbourg, Éd. du Signe, 2010  (ISBN 978-2-7468-2323-5).
- Les enfants d'Abraham : un chrétien, un juif et un musulman dialoguent, avec Haïm Korsia et Malek Chebel, Paris, Presses de la Renaissance, 2011  (ISBN 978-2-7509-0663-4).
- La ronde des vices : les sept péchés capitaux, Paris, Salvator, 2012  (ISBN 978-2-7067-0879-4).
- Les contes de l'ermite breton, Paris, Salvator, 2012  (ISBN 978-2-7067-0925-8).
- Jésus-Christ, Escasquens, Oxus, 2012  (ISBN 978-2-84898-133-8).